# 瑞穗站 (北海道)
瑞穗站（日语：／ Mizuho eki */?）是屬於北海道旅客鐵道（JR北海道）宗谷本線的車站，位於北海道士別市多寄町。車站編碼為W45，電報略號為（SuHo）。

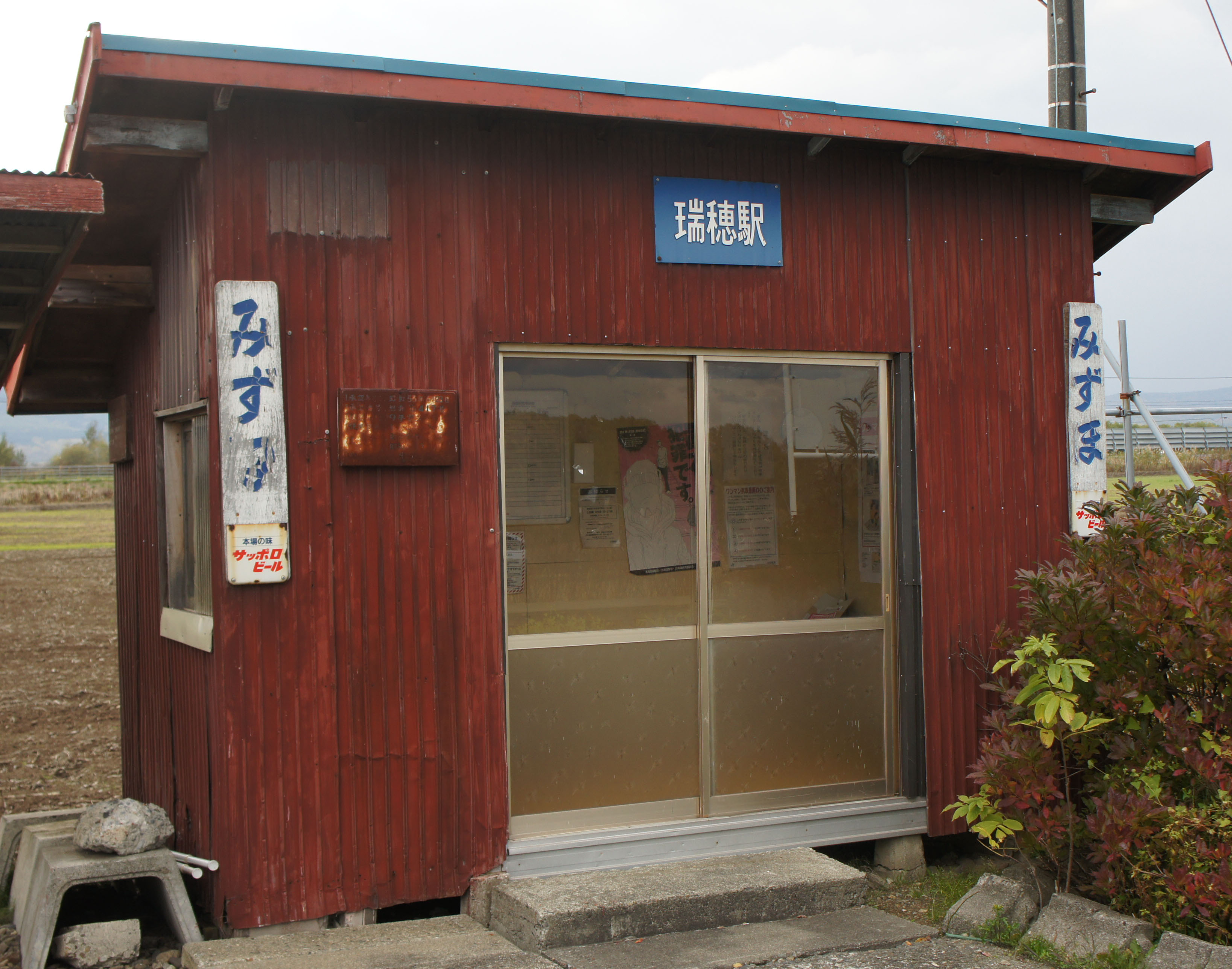
候車室（2017年10月）

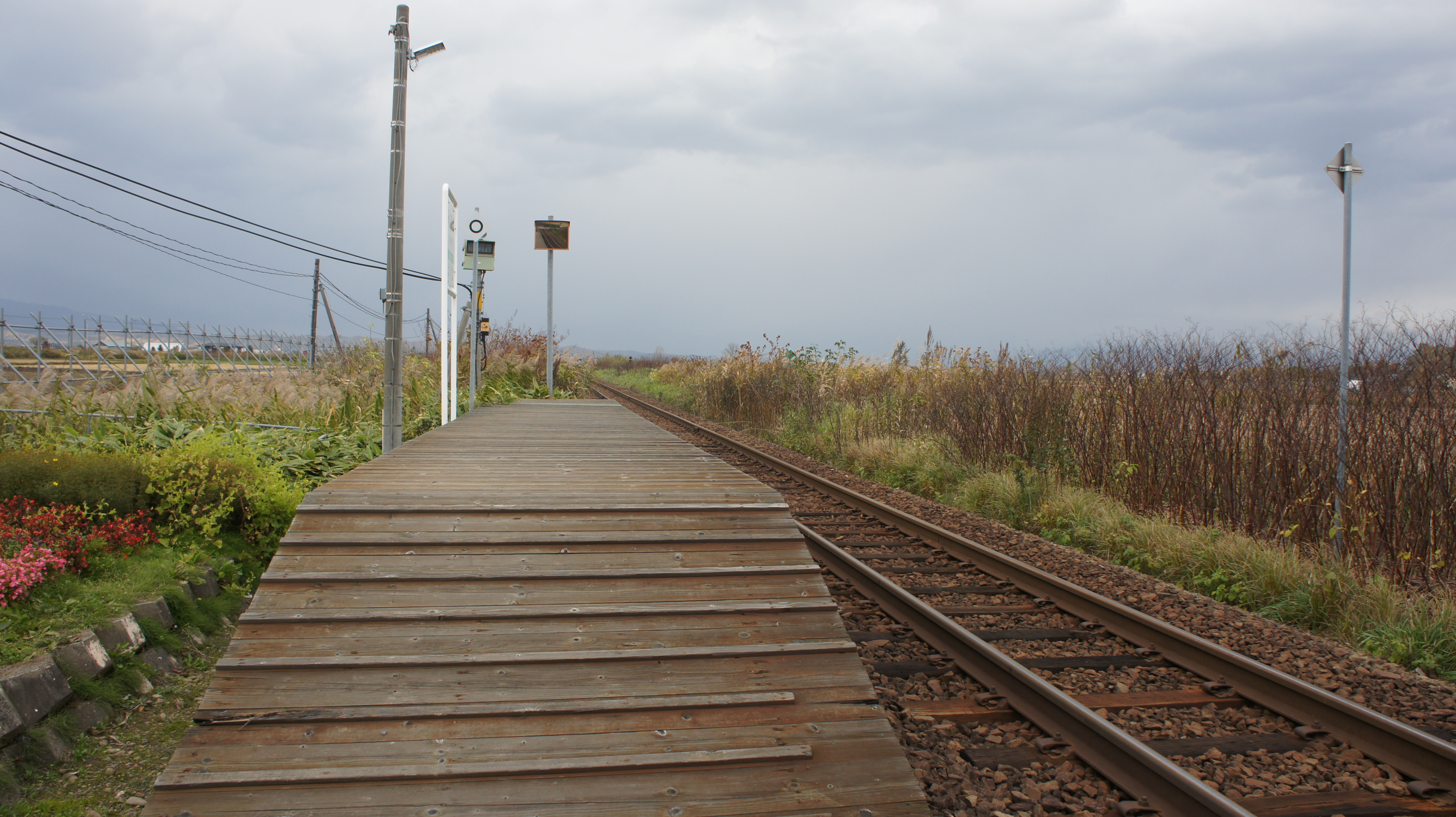
月台（2017年10月）

## 歷史
- 1956年（昭和31年）9月1日 - 日本國有鐵道之瑞穗臨時停靠站啟用，開始處理乘客服務。
- 1978年（昭和53年）
  - 6月23日 - 候車室改建。
  - 6月30日 - 當地的志願者在附近興建單車停泊處。
- 1987年（昭和62年）4月1日 - 正式民營化並進行分割，車站劃歸由JR北海道繼承。
- 1990年（平成2年）3月1日 - 設定營業距離。

此外，在臨時停靠站時期，標識在車站名稱的振假名為，與今日的名稱發音雖然相同，但拼寫方式略有不同。

## 車站構造
本站的月台配置為側式月台1面1線。月台上設有一間小型候車室。

## 車站周邊
本站位於廣闊的田地中央，故周圍主要是稻田和少量房屋。
- 國道40號
- 道北巴士（日语：道北バス）「31線」巴士站

## 相鄰車站
北海道旅客鐵道（JR北海道）
■宗谷本線
快速「名寄」
通過
普通（一部分列車通過此站）
多寄（W44）－瑞穗（W45）－風連（W46）

## 外部連結
- （日語）JR北海道 – 瑞穗站 （页面存档备份，存于）
- （日語）全驛參觀之旅 （页面存档备份，存于）